# Liste des franchises médiatiques les plus lucratives
Cette liste des franchises médiatiques les plus lucratives présente les franchises générant les revenus les plus élevés au niveau mondial. Ces franchises incluent des univers narratifs déclinés à travers plusieurs médias : livres, films, jeux vidéo, magazines de manga, animations, cartes à jouer ou émissions de télévision. Les revenus totaux estimés intègrent les recettes provenant des billets de cinéma, des jeux vidéo, des produits dérivés et autres produits sous licence.

## Liste des franchises
| Logo                     | Franchise                        | Origine                  | Année de début           | Revenus totaux (est. USD) | Média d'origine          | Créateur(s)                    | Propriétaire(s)                                     |
| Plus de 50 milliards USD | Plus de 50 milliards USD         | Plus de 50 milliards USD | Plus de 50 milliards USD | Plus de 50 milliards USD  | Plus de 50 milliards USD | Plus de 50 milliards USD       | Plus de 50 milliards USD                            |
| ------------------------ | -------------------------------- | ------------------------ | ------------------------ | ------------------------- | ------------------------ | ------------------------------ | --------------------------------------------------- |
|                          | Pokémon                          | Japon                    | 1996                     | 147 milliards US$         | Jeux vidéo               | Satoshi Tajiri Ken Sugimori    | The Pokémon Company (Nintendo)                      |
|                          | Hello Kitty                      | Japon                    | 1974                     | 89 milliards US$          | Personnage de fiction    | Yuko Shimizu                   | Sanrio                                              |
|                          | Winnie l'Ourson                  | Royaume-Uni              | 1924                     | 76 milliards US$          | Livres                   | A. A. Milne                    | The Walt Disney Company                             |
|                          | Mickey Mouse & Friends           | États-Unis               | 1928                     | 74 milliards US$          | Films d'animation        | Walt Disney                    | The Walt Disney Company                             |
| 20 à 50 milliards USD    |                                  |                          |                          |                           |                          |                                |                                                     |
|                          | Star Wars                        | États-Unis               | 1977                     | 70 milliards US$          | Films                    | George Lucas                   | Lucasfilm (Disney)                                  |
|                          | Anpanman                         | Japon                    | 1973                     | 56 milliards US$          | Livres                   | Takashi Yanase                 | Froebel-Kan                                         |
|                          | Princesses Disney                | États-Unis               | 2000                     | 46 milliards US$          | Films d'animation        | Andy Mooney                    | The Walt Disney Company                             |
|                          | Jump Comics (Shōnen Jump)        | Japon                    | 1968                     | 40 milliards US$          | Magazine de manga        | Divers auteurs et éditeurs     | Shūeisha                                            |
|                          | Mario                            | Japon                    | 1981                     | 38 milliards US$          | Jeux vidéo               | Shigeru Miyamoto               | Nintendo                                            |
|                          | Harry Potter                     | Royaume-Uni              | 1997                     | 32 milliards US$          | Romans                   | J. K. Rowling                  | Warner Bros. Discovery                              |
|                          | Spider-Man                       | États-Unis               | 1962                     | 31,7 milliards US$        | Comics book              | Stan Lee Steve Ditko           | Marvel Entertainment (Disney) Sony Pictures (films) |
|                          | Univers cinématographique Marvel | États-Unis               | 2008                     | 30,2 milliards US$        | Films                    | Kevin Feige                    | Marvel Studios (Disney)                             |
|                          | Gundam                           | Japon                    | 1979                     | 26,45 milliards US$       | Animes                   | Yoshiyuki Tomino Hajime Yatate | Sunrise                                             |
|                          | Batman                           | États-Unis               | 1939                     | 26,44 milliards US$       | Comics book              | Bob Kane Bill Finger           | DC Entertainment (Warner Bros. Discovery)           |
|                          | Dragon Ball                      | Japon                    | 1984                     | 24 milliards US$          | Mangas                   | Akira Toriyama                 | Shūeisha Toei Animation                             |
|                          | Barbie (en)                      | États-Unis               | 1987                     | 24 milliards US$          | Émission de télévision   | Ruth Handler                   | Mattel                                              |
|                          | Hokuto no ken                    | Japon                    | 1984                     | 21,81 milliards US$       | Mangas                   | Buronson Tetsuo Hara           | Shūeisha Sega Sammy Holdings (pachinko)             |